# Épisodes d'Ahsoka
Chronologie
Saison 2 de The Mandalorian
Épisodes du Livre de Boba Fett
Cet article présente les épisodes de la série télévisée Ahsoka.

## Distribution

### Principaux
- Rosario Dawson (VF : Olivia Luccioni) : Ahsoka Tano
- Natasha Liu Bordizzo (VF : Noémie Orphelin) : Sabine Wren
- Mary Elizabeth Winstead (VF : Magali Rosenzweig) : Hera Syndulla
- Eman Esfandi (VF : Julien Bouanich) : Ezra Bridger
- Lars Mikkelsen : grand amiral Thrawn
- Ray Stevenson (VF : Féodor Atkine) : Baylan Skoll
- Ivanna Sakhno (VF : Victoria Grosbois) : Shin Hati
- Diana Lee Inosanto (en) (VF : Corinne Wellong) :  Morgan Elsbeth
- David Tennant (VF : Sébastien Desjours) : Huyang

### Secondaires
- Wes Chatham (VF : Pascal Germain) : capitaine Enoch
- Hayden Christensen (VF : Emmanuel Garijo) : Anakin Skywalker / Dark Vador
- Genevieve O'Reilly (VF : Juliette Degenne) : Mon Mothma
- Paul Sun-Hyung Lee (VF : Guillaume Beaujolais) : capitaine Carson Teva
- Evan Whitten (VF : Noé Henri Rouillard) : Jacen Syndulla
- Paul Darnell : Marrok

### Invités
- Clancy Brown (VF : Michel Voletti) : gouverneur Ryder Azadi (épisode 1)
- Mark Rolston (VF : Stefan Godin) : capitaine Hayle (épisode 1)
- Peter Jacobson : Myn Weaver (épisode 2)
- Shelby Young : C1-D1 (épisode 2)
- Jacqueline Antaramian : sénatrice Rodrigo (épisode 3)
- Moe Irvin : sénateur Mawood (épisodes 3 et 7)
- Nelson Lee (VF : Stéphane Fourreau) : sénateur Xiono (épisodes 3 et 7)
- Nican Robinson : premier officier Vic Hawkins (épisodes 3, 4 et 7)
- Ariana Greenblatt (VF : Jaynélia Coadou) : Ahsoka Tano jeune (épisode 5)
- Temuera Morrison (VF : Serge Biavan) : Rex (voix, épisode 5)
- Eisa Davis (en) (VF : Géraldine Asselin) : capitaine Girard (épisode 5)
- Claudia Black (VF : Brigitte Aubry) : Klothow (épisodes 6-8)
- Jeryl Prescott (VF : Virginie Emane) : Aktropaw (épisodes 6-8)
- Jane Edwina Seymour (VF : Olivia Dutron) : Lakesis (épisodes 6-8)
- Anthony Daniels (VF : Jean-Claude Donda) : C-3PO (épisode 7)

- Version française
  - Société de doublage : Dubbing Brothers
  - Direction artistique : Fabrice Josso
  - Adaptation des dialogues : Nicolas Mourguye

 Source et légende : version française (VF) sur RS Doublage et carton de doublage de la fin du générique des épisodes.

## Liste des épisodes

### Première partie: Maître et apprentie
- Mondial : 22 août 2023 sur Disney+

- Mark Rolston (capitaine Hayle)
- Clancy Brown (gouverneur Ryder Azadi)

### Deuxième partie: Efforts et difficultés
- Mondial : 22 août 2023 sur Disney+

- Peter Jacobson (Myn Weaver)
- Shelby Young (C1-D1)

### Troisième partie: L'Heure de s'envoler
- Mondial : 29 août 2023 sur Disney+

- Jacqueline Antaramian (sénatrice Rodrigo)
- Moe Irvin (sénateur Mawood)
- Nelson Lee (sénateur Xiono)
- Nican Robinson (premier officier Vic Hawkins)

### Quatrième partie: Jedi Déchu
- Mondial : 5 septembre 2023 sur Disney+

- Nican Robinson (premier officier Vic Hawkins)

### Cinquième partie: Le Guerrier de l'ombre
- Mondial : 12 septembre 2023 sur Disney+

- Ariana Greenblatt (Ahsoka Tano jeune)
- Temuera Morrison (capitaine Rex)

Après sa défaite face à Baylan où elle est tombée dans l'océan, Ahsoka est entre la vie et la mort. Dans son esprit, elle retrouve son ancien maître Anakin Skywalker (décédé cinq ans plus tôt) venu lui donner une dernière leçon : faire un choix entre se battre ou mourir. Ainsi, il la replonge dans les premières batailles de la guerre des clones auxquelles elle participa, puis celle sur Mandalore où elle affronte ensuite l'alter ego obscur de son maître, Dark Vador, qu'elle défait. Anakin lui fait comprendre qu'elle a bien compris cette dernière leçon et qu'elle va survivre.
Pendant ce temps, l'équipe d'Hera se met à la recherche de Sabine et Ahsoka. En effet, le fils d'Hera, Jacen, a des dons de Jedi hérités de son père. Il retrouve donc rapidement Ahsoka dans l'océan en entendant le son des sabres laser dans les vagues (provenant de la leçon virtuelle d'Anakin à Ahsoka). La Jedi est repêchée. Le lendemain, Ahsoka se remémore du reste de la carte brisée où se trouve Sabine et comprend qu'elle est partie avec Morgan dans l'anneau afin de retrouver Ezra. Mais Hera et Ahsoka n'ont pas les moyens de pouvoir les suivre, d'autant que la chancelière Mothma envoie une flotte arrêter Hera.

### Sixième partie: Lointaine, très lointaine
- Mondial : 19 septembre 2023 sur Disney+

- Claudia Black (Klothow)
- Jeryl Prescott (Aktropaw)
- Jane Edwina Seymour (Lakesis)

### Septième partie: Rêves et folie
- Mondial : 26 septembre 2023 sur Disney+

- Anthony Daniels (C-3PO)

### Huitième partie: La Jedi, la Sorcière et le Seigneur de la guerre
- Mondial : 3 octobre 2023 sur Disney+

La cargaison est enfin chargée à bord du croiseur et l'Œil de Sion descend à présent pour s'y accrocher en vue de la propulsion dans l'hyperespace. Les sorcières décident de récompenser Morgan Elsbeth en lui donnant les pouvoirs de sorcière et une épée qui a appartenu à Mère Talzin par le passé. Thrawn lance la chasse au vaisseau d'Ahsoka, ne voulant pas prendre le risque d'être rattrapé. Les chasseurs se font éliminer par une manœuvre de Sabine, mais le vaisseau est fortement endommagé. Sabine, Ahsoka et Ezra se rendent en monture à la forteresse, bien gardée par une garnison qui est rapidement éliminée... avant d'être ressuscitée en "zombies" par les sorcières, ce qui complique la tâche.
Le grand amiral charge Morgan de rester dans la forteresse pour affronter Ahsoka afin de la retarder, pendant qu'il lance le départ de son croiseur fixé à l'Œil de Sion. Sabine aide Ezra à atteindre le croiseur, mais ne le suit pas, restant aider Ahsoka qui réussit à tuer Morgan. Tandis que Thrawn fait exploser la forteresse, les deux femmes s'enfuient à bord de la navette T-6 d'Ahsoka, qui est moyennement réparée. Toutefois, elles ne parviennent pas à rattraper le Chimaera qui part dans l'hyperespace, et retournent sur la planète.